# Cascina Burrona
Cascina Burrona è una stazione della linea M2 della metropolitana di Milano. Serve la località omonima nel comune di Vimodrone, nell'immediato hinterland milanese.

## Storia
La stazione venne attivata il 5 maggio 1968, come parte della tratta Milano-Gorgonzola delle linee celeri dell'Adda. Si tratta di una delle quattro stazioni non previste nel progetto iniziale, insieme a Bussero, Villa Fiorita e Villa Pompea, e realizzate a lavori già iniziati con elementi prefabbricati.
La linea fu inizialmente servita dai tram per Vaprio e per Cassano; dal 4 dicembre 1972 venne servita dai treni della linea M2, prolungati dal vecchio capolinea di Cascina Gobba al nuovo di Gorgonzola.

## Strutture e impianti
La stazione, interamente realizzata secondo criteri di economia, ha struttura analoga a quella delle stazioni di Bussero, Villa Fiorita e Villa Pompea, realizzate contemporaneamente.
Vi sono due binari serviti da banchine in cemento, sostenute da pali e coperte da pensiline a struttura metallica ricoperta da pannelli traslucidi. Le due banchine sono collegate da un sovrappasso; sul lato meridionale è presente un piccolo fabbricato viaggiatori.

## Interscambi
Nelle vicinanze della stazione effettuano fermata alcune autolinee urbane.
- Fermata autobus 924
- Parcheggio

## Servizi
La stazione dispone di:
- Emettitrice automatica biglietti
- Stazione video sorvegliata
- Servizi igienici
- Sovrappasso pedonale

## Galleria d'immagini

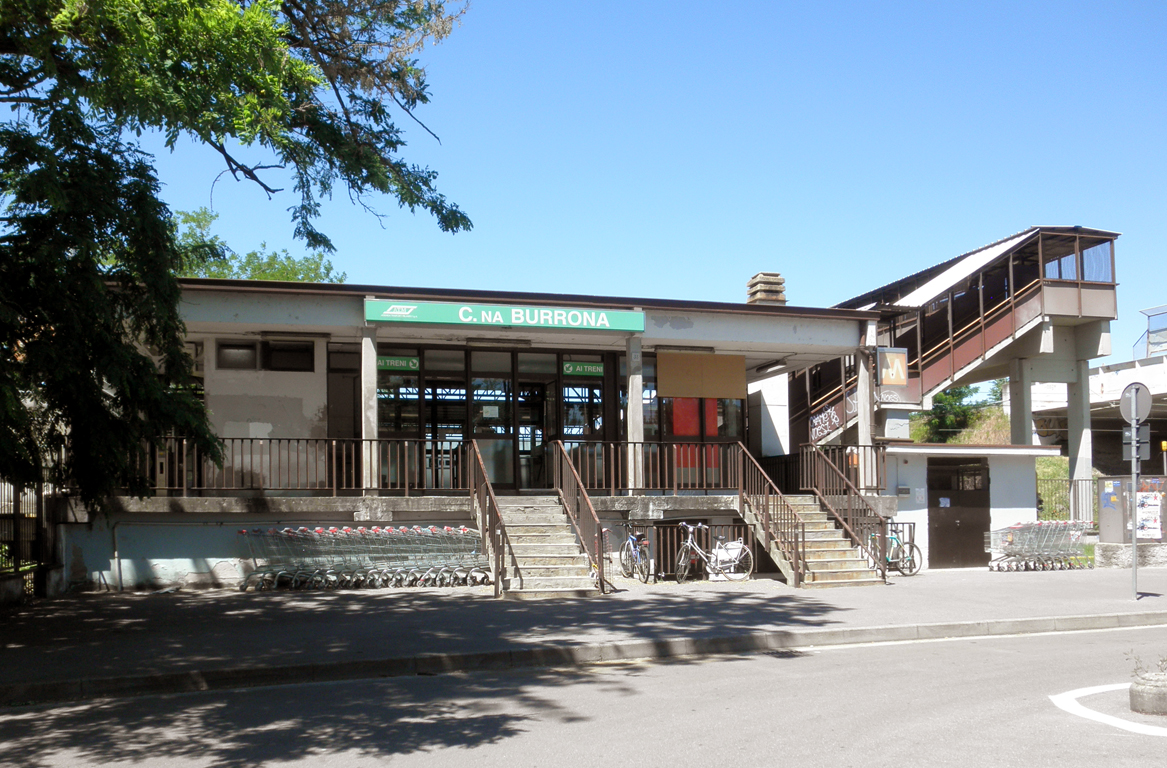
L'esterno